# Condado de Sławno
El condado de Sławno (en polaco: powiat sławieński) es una unidad de administración territorial y gobierno local (powiat) en la voivodía de Pomerania Occidental, al noroeste de Polonia, en la costa del Báltico. Nació el 1 de enero de 1999, como resultado de las reformas del gobierno local polaco aprobadas en 1998. Su sede administrativa es la ciudad de Sławno, situada a 174 kilómetros al noreste de la capital regional, Szczecin. La única ciudad del condado es Darłowo, situada en la costa, a 19 km al oeste de Sławno.
El condado tiene una superficie de 1.043,62 kilómetros cuadrados. En 2006 contaba con 57.643 habitantes, de los cuales 14.380 vivían en Darłowo, 13.314 en Sławno y 29.949 en el campo.

## Condados vecinos
El condado de Sławno limita al este con el condado de Słupsk y al suroeste con el condado de Koszalin. También limita al noroeste con el mar Báltico.

## División administrativa
El condado está subdividido en seis gminas (dos urbanas y cuatro rurales). Se enumeran en el siguiente cuadro, por orden decreciente de población. 
| Gmina                          | Tipo   | Area(km²) | Población(2006) | Sede      |
| Darłowo                        | urbana | 19.9      | 14,380          |           |
| Sławno                         | urbana | 15.8      | 13,314          |           |
| Gmina Sławno                   | rural  | 284.2     | 8,855           | Sławno *  |
| Gmina Darłowo                  | rural  | 269.8     | 7,561           | Darłowo * |
| Gmina Postomino                | rural  | 227.2     | 6,973           | Postomino |
| Gmina Malechowo                | rural  | 226.6     | 6,560           | Malechowo |
| *Sede que no parte de la gmina |        |           |                 |           |